# Separatyzm w Rosji
Separatyzm w Rosji – dążenie regionów i narodów Rosji do odłączenia się od Federacji Rosyjskiej. Istnieje wiele ruchów politycznych, które postulują (lub postulowały) oddzielenie się i uzyskanie niepodległości od Rosji.
Historycznie rzecz biorąc, regiony podejmowały wiele prób oderwania się od Imperium Rosyjskiego i Związku Radzieckiego, ale tego typu ruchy stały się szczególnie aktywne po rozpadzie ZSRR i aneksji Krymu – ukształtował się w Rosji nowoczesny separatyzm. Temat stał się szczególnie aktualny po rosyjskiej inwazji na Ukrainę w 2022 roku. Jako główne przyczyny separatyzmu podaje się są nacjonalizm w republikach, zależność gospodarcza i izolacja geograficzna. Promowanie separatyzmu jest w Rosji nielegalne.
Najbardziej znanym przykładem separatyzmu jest Czeczeńska Republika Iczkerii, której niepodległość doprowadziła do zbrojnego konfliktu z Rosją zakończonego ponownym włączeniem Czeczenii do Federacji Rosyjskiej. Inne ruchy separatystyczne nie były aż tak radykalne, jednak w różnych okresach wywierały pewien wpływ na świadomość społeczną Rosjan.

## Przyczyny separatyzmu

### Przyczyny etniczne i religijne[3]
- Panturkizm i panmongolizm(inne języki) – ideologie powstałe na początku XX wieku. Czynnikiem jednoczącym są tu wspólne korzenie narodów tureckich i mongolskich, a także niektórych innych grup (np. Buriatów, Kałmuków, ludów tungusko-mandżurskich)[4].
- Fińsko-ugryjski nacjonalizm – uznaje ludy fińsko-ugryjskie za mające prawo do ziem w północnej części europejskiej Rosji oraz w zachodniej Syberii[4].

Powyższe przyczyny mają przeważnie charakter świecki i nie negują konstytucyjnych podstaw Federacji Rosyjskiej, z wyjątkiem tych nurtów, które wyraźnie głoszą postulaty oderwania się danych terenów.
- Nowe ruchy religijne (m.in. neopogańskie) – mogą być czynnikiem pogłębiającym konflikty w przypadku ogólnej destabilizacji.
- Rosyjski faszyzm – skrajnie nacjonalistyczne ugrupowania rosyjskie, niekiedy nawiązujące do niemieckiego nazizmu i idei „białej supremacji”, antysemickie, islamofobiczne oraz antymigracyjne. Choć deklarują hasła obrony „jednej i niepodzielnej Rosji”, w praktyce mogą wzmacniać siły odśrodkowe, zwłaszcza przez wrogość wobec innych rdzennych narodów i wyznań (co prowadzi do nasilenia konfliktów międzyetnicznych i międzyreligijnych)[5].
- Wahhabizm – obecny w Moskwie, na Północnym Kaukazie oraz w Tatarstanie i Baszkortostanie. Uznawany za jedno z poważniejszych zagrożeń bezpieczeństwa w tych regionach[6].

### Inne przyczyny
- Dążenie do większej autonomii z powodu konfliktu elit regionalnych z władzą centralną – szczególnie częste po rozpadzie ZSRR.
- Zależność gospodarcza i izolacja – np. regiony północy i Dalekiego Wschodu Rosji, odległe i trudniej dostępne, nierzadko domagają się większej autonomii; izolacja pozwala im w większym stopniu chronić lokalną kulturę[7].

Często podkreśla się, że wiele osób oskarżonych o separatyzm jedynie dyskutowało publicznie pomysł niepodległości jakiegoś regionu (bez nawoływania do przemocy) lub promowało lokalną kulturę.

## Ruchy obwodnickie i regionalistyczne
Ruchy obwodnickie (Областни́чество) – ruchy regionalistyczne w Rosji, których początki sięgają drugiej połowy XIX wieku. Ich przedstawiciele uznają, że niektóre regiony Rosji cechuje specyficzny rozwój i tożsamość, a polityka władz centralnych często nie uwzględnia tych uwarunkowań. Ruchy te postulują decentralizację i autonomię regionów. W historii Rosji wielokrotnie dyskutowano lub próbowano wzmacniać autonomię obwodów i dążyć do większej federalizacji, zwłaszcza w okresie pieriestrojki i po 1991 roku. Obecnie w Rosji funkcjonuje kilka ruchów o charakterze obwodnickim i regionalistycznym:

### Syberia
Syberyjski regionalizm – ruch zapoczątkowany w drugiej połowie XIX w. pod wpływem umiarkowanego narodnictwa. Początkowo głosił idee rewolucyjnego obalenia caratu i wprowadzenia swobód demokratycznych w Syberii. Później celem stała się autonomia Syberii w ramach Rosji. Podczas wojny domowej krótko istniała tzw. Syberyjska Republika (1918–1920).
We wrześniu 1993 r., w okresie kryzysu konstytucyjnego w Rosji, syberyjscy gubernatorzy i deputowani postulowali jednoczesne wybory prezydenckie i parlamentarne. Zagrozili wtedy proklamowaniem nowego podmiotu federacji – „Republiki Syberyjskiej” – i wstrzymaniem podatków od surowców energetycznych, jeśli rząd centralny nie spełni ich żądań.
W 1997 r. syberyjscy deputowani i gubernatorzy założyli partię polityczną broniącą interesów Syberii i Dalekiego Wschodu, której celem było m.in. wystawienie kandydata w wyborach prezydenckich w 2000 r.
Dziś syberyjski regionalizm nadal istnieje, ale zwykle nie postuluje pełnego oderwania Syberii od Rosji, a raczej szeroką autonomię.

### Ural
Uralizm (uralski regionalizm) – ruch społeczny postulujący autonomię Uralu w ramach państwa federalnego Rosji. Idea narodziła się w II poł. XIX w. i została częściowo zrealizowana w Tymczasowym Obwodowym Rządzie Uralu podczas wojny domowej. Zyskała popularność także w latach 90. XX w. (m.in. czasopismo „Uralskij obłastnik” w 1991 r.). W 1993 r. (z inicjatywy Eduarda Rossela) ogłoszono Republikę Uralu – krótkotrwały twór samozwańczy.

### Daleki Wschód
Autonomizm Dalekiego Wschodu – mniej sformalizowana idea większej autonomii Dalekiego Wschodu, nawiązująca np. do tradycji Republiki Dalekiego Wschodu. W 2021 r. największym ruchem dalekowschodnich regionalistów było „Ruch na rzecz Republiki Dalekiego Wschodu”.

### Powołże
Regionalizm nadwołżański – inicjatywy w regionie Nadwołże (Powolże), które podkreślają rolę wzmocnienia władzy regionalnej i samorządu w opozycji do centralizmu. Zwolennicy twierdzą, że poprawa sytuacji gospodarczej i zarządzania lokalnego może wspierać jedność federacji, a nie jej rozbicie.

#### Pomorze (Pomorje)
W latach 90. XX w. istniały koncepcje utworzenia podmiotu o nazwie „Pomorze” (w granicach obwodu archangielskiego, ewentualnie również obwodu murmańskiego, Nenckiego OA i Republiki Komi). Według części rosyjskich analityków ruchy te mogą być finansowane przez Norwegię w celu osłabienia pozycji Rosji w Arktyce.
W czasie protestów w Sziiesie (2018–2020) hasła „Pomorze to nie śmietnik” i „Precz z moskiewskimi śmieciami” stały się popularne wśród miejscowej ludności, nie tylko w kręgach regionalistycznych. Jednocześnie dziennikarz z Archangielska, Dmitrij Sekuszin, wspomniał, że oficjalnych symboli obwodu nie wykorzystywano, aby uniknąć zarzutów separatyzmu.
W 2013 r. pomorski działacz Iwan Mosejew został oskarżony o wzniecanie nienawiści wobec Rosjan za komentarz w Internecie, trafił do rejestru „terrorystów i ekstremistów” w Rosji. W 2022 r. Europejski Trybunał Praw Człowieka uznał tę sprawę za naruszenie wolności słowa.

### Obwód królewiecki
Partia Republikańska Bałtyku (istniejąca od 1 grudnia 1993) dążyła do przekształcenia obwodu królewieckiego w autonomiczną republikę z możliwością wystąpienia z Federacji Rosyjskiej. W 2003 r. została rozwiązana z uwagi na sprzeczność jej statutu z Konstytucją Rosji. Próby przywrócenia partii (m.in. skargi do ETPCz) nie powiodły się.

### Obwód leningradzki i Petersburg (Ingria)

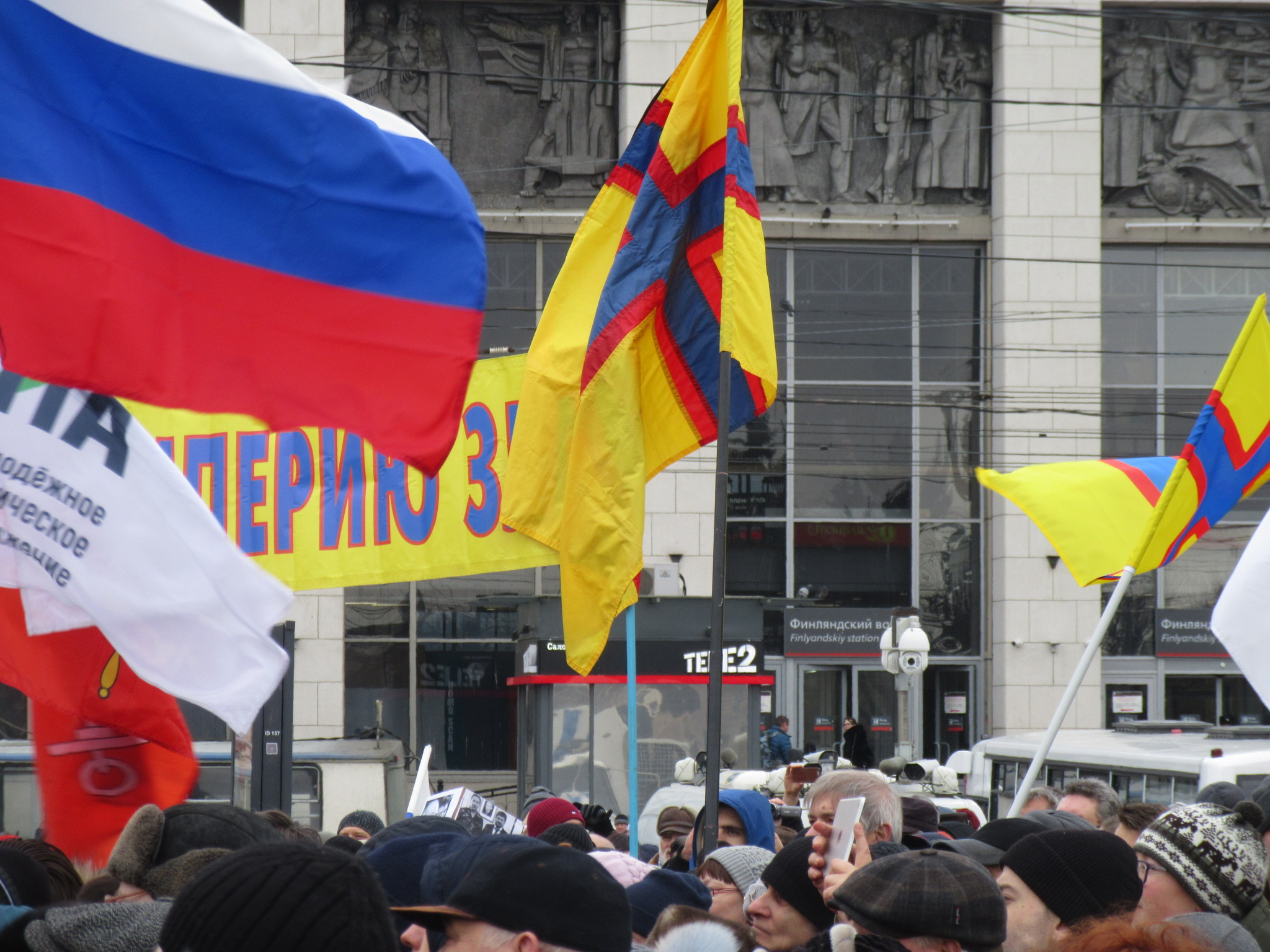
Ingermańscy działacze podczas mitingu pamięci Borysa Niemcowa (2019)

Ingermański regionalizm – ruch z lat 90. XX wieku, postulujący zjednoczenie Petersburga i obwodu leningradzkiego w jeden podmiot federacji o statusie republiki, pod historyczną nazwą Ingria. Celem jest m.in. demokracja, wybieralność władz i poszanowanie interesów regionalnych. W 1996 r. powstały Ruch na rzecz Autonomii Petersburga i „Niezależny Petersburg”. Współcześnie ingermańscy regionaliści działają nieformalnie, unikając oficjalnej rejestracji.

### Karelia
W latach 2014–2019 istniał w Karelii Republikański Ruch Karelii. Idea separatyzmu karelskiego sięga jednak początków XX w. (Związek Białomorskich Karelów, tzw. Republika Uchtijska). Ponownie odżyła w latach 90. i wczesnych 2000. Biznesmen Wiaczesław Drezner próbował nawet zorganizować referendum o przyłączeniu pogranicznych rejonów Karelii do Finlandii – w rezultacie został skazany za „ekstremizm” i ukarany grzywną.
W 2015 r. deputowany Władimir Zawarkin został ukarany grzywną 30 tys. rubli za „nawoływanie do separatyzmu”. W 2022 r. dochodziło do kolejnych aresztowań pod zarzutem „zdrady stanu”.

## Separatyzm etniczny

Republiki w Rosji, w których Rosjanie są w mniejszości (dane ze spisu 2010)

W wielu republikach i okręgach narodowościowych w Rosji populacja Rosjan jest niższa niż 50%.

### Kaukaz Północny
Separatyzm jest tu poważnym problemem. Zdaniem czeczeńskiego publicysty Rusłana Martagowa „obecna polityka Kremla prowokuje nastroje separatystyczne na Kaukazie” i nie daje się ich rozwiązać. Po rozpadzie ZSRR w niektórych republikach i regionach Kaukazu Północnego ogłaszano niepodległość lub tworzono quasi-państwa. Do ok. 2016 r. ruchy separatystyczne działały pod egidą tzw. Kaukaskiego Emiratu (uznawanego w Rosji za terrorystyczny).

#### Dagestan
Separatyzm dagestański rozwinął się w latach 80. i 90., w kontekście radykalizacji islamu. Część grup postulowała utworzenie jednego niepodległego Dagestanu, inne zaś powołanie wielu państewek (AguListan, Awaria, LezgiStan, Lakistan itd.). Kilka ruchów działało w ramach UNPO. Separatyzm nasilił się w 2006 r., gdy Dagestan stał się republiką prezydencką (wcześniej 14 wybieranych przedstawicieli reprezentowało główne grupy etniczne). W 2014 r. urząd „Prezydenta Dagestanu” przemianowano na „Głowę Republiki Dagestan”.

#### Osetia Północna
Po ogłoszeniu w 1990 r. niepodległości Południowej Osetii i uznaniu jej przez Radę Najwyższą Osetii Północnej (1993) pojawiły się nastroje irredentystyczne wśród Osetyjczyków dążących do zjednoczenia obu części Osetii.

#### Inguszetia
Nacjonalizm i separatyzm inguski wzrosły po rozpadzie ZSRR, głównie na tle nieuregulowanych granic z Czeczenią i Osetią Północną. W 2023 r. powołano Komitet Niepodległości Inguszetii, stworzony przez diaspory inguskie w Turcji.

#### Czerkiesja
Rosyjskie władze nie uznały ludobójstwa Czerkiesów i oficjalnie nie uznają Czerkiesów za naród rdzenny wybrzeża Morza Czarnego. W okresie igrzysk w Soczi temat powrócił, wzbudzając protesty diaspory czerkieskiej. Rozważano też integrację Republiki Adygei z Krajem Krasnodarskim. W 2014 r. nastroje czerkieskiego nacjonalizmu nieco osłabły, ale wciąż uznaje się je za potencjalne zagrożenie na południu Rosji.

#### Czeczenia
Czeczeńska Republika Iczkerii – nieuznawane przez społeczność międzynarodową państwo, proklamowane po rozpadzie ZSRR na terenie byłej Czeczeno-Inguskiej ASRR. Rozwiązane w wyniku działań zbrojnych i integracji Czeczenii z Rosją. W 2022 r. Rada Najwyższa Ukrainy uznała Czeczenię za „okupowane terytorium”. Istnieje rząd Iczkerii na uchodźstwie (kierowany przez Ahmada Zakajewa).

### Idee wspólnego Kaukazu
Istniały koncepcje utworzenia państwa obejmującego republiki Kaukazu Północnego w Rosji, a także Abchazję i Osetię Południową, np. Konfederacja Górskich Narodów Kaukazu. Główną siłą zbrojną była organizacja walcząca w Czeczenii, Abchazji i Osetii Płd. Jej działalność zakończyła się po zamachu na lidera (2002). Pomysły utworzenia wspólnego organizmu (tzw. „Górskiej Republiki”) są obecnie podnoszone m.in. przez rząd czeczeński na uchodźstwie, ale odrzucane przez Komitet Niepodległości Inguszetii.

## Ural i Powołże
W regionach Powołża (Idel-Ural) oraz Uralu istnieją liczne ruchy separatystyczne i autonomiczne, sięgające tradycji z czasów carskich i wielu historycznych buntów narodowościowych.

### Baszkortostan

#### Lata 80./90. XX wieku
Współczesny baszkirski separatyzm narodził się w okresie pieriestrojki, kiedy zezwolono na działalność niezależnych organizacji. Powstały wówczas ruchy i partie dążące do ochrony interesów narodowych Baszkirów.

#### Obecny separatyzm
Po inwazji Rosji na Ukrainę w 2022 ruchy baszkirskie – np. „Baszkirski Narodowy Ośrodek Polityczny” (BNPC) – zradykalizowały się, opowiadając za całkowitą niepodległością Republiki Baszkortostanu.
We wrześniu 2022 powołano „Komitet Baszkirskiego Oporu” – organizację partyzancką przypisującą sobie sabotaże wobec komisariatów wojskowych i posterunków policji.
W listopadzie 2022 w ramach Sił Zbrojnych Ukrainy ogłoszono utworzenie baszkirskiej „Roty Baszkort”, która zadeklarowała walkę o niepodległość Baszkortostanu. W grudniu 2022 do ukraińskiego parlamentu trafił projekt ustawy o uznaniu niepodległości Baszkortostanu.
W sierpniu 2023 lider baszkirski Rusłan Gabbasow wystąpił w parlamencie Japonii z apelem o wsparcie niepodległości Baszkortostanu.
We wrześniu 2023 ogłoszono sformowanie tzw. „Baszkirskiej Armii Wyzwolenia” w ramach SZU.

### Tatarstan
W 1990 r. Rada Najwyższa Tatarskiej ASRR przyjęła Deklarację o suwerenności Tatarstanu, nieuznającą zwierzchności Rosji. Tatarstan oficjalnie deklarował się jako suwerenne państwo – podmiot prawa międzynarodowego, zawierające umowy z Rosją. Przeprowadzono referendum (1992), a następnie przyjęto konstytucję republiki. Jednak Sąd Konstytucyjny Rosji uznał część tych zapisów za niezgodne z Konstytucją Federacji Rosyjskiej. Tatarstan nie podpisał Traktatu Federacyjnego (1992–1993). W 1994 r. podpisał tzw. traktat o wzajemnym przekazaniu kompetencji z Rosją, określający Tatarstan jako „państwo stowarzyszone”, który wygasł ostatecznie w 2017 r.
Tatarski separatyzm (lata 90.) odwoływał się do historycznej klęski Chanatu Kazańskiego (1552). Nawiązywano do haseł: „Pamiętam 1552 rok”, „Holokaust narodu tatarskiego – 1552” itd. W 2008 r. rząd Tatarstanu na uchodźstwie i „Milli Medżlis narodu tatarskiego” symbolicznie ogłosiły „niepodległość”, lecz spotkało się to z brakiem reakcji międzynarodowej.

### Republiki fińsko-ugryjskie (Udmurcja, Mordowia, Mari El)
Pod koniec lat 80. XX w. nastąpiło ożywienie ruchów narodowych m.in. w Udmurcji, Mordowii i Mari El. Część z nich (we wsparciu z zagranicy) jest uznawana przez władze rosyjskie za „nacjonalistyczne i separatystyczne”. Niektórzy delegaci Światowego Kongresu Fińsko-ugryjskiego popierają ideę niepodległych państw fińsko-ugryjskich. Rosyjscy analitycy uważają, że wsparcie z Finlandii, Estonii i Węgier ma osłabiać Rosję.
W 2019 r. udmurcki lingwista i działacz Albert Razin dokonał samospalenia w proteście przeciw ustawie ograniczającej nauczanie języków narodowych, stając się symbolem wśród działaczy regionu. Wśród separatystów w Mordowii część odrzuca pojęcie „naród mordwiński” (chcąc przywrócić odrębność grup Erzja i Moksza).

#### Czuwaszja
Separatyzm czuwaski akcentuje ochronę języka i kultury Czuwaszów oraz ideę niepodległości Czuwaszji lub tzw. „Bułgarii Nadwołżańskiej”.

#### Idel-Ural
Idea Idel-Uralu (wspólnego państwa ludów tatarskich, baszkirskich, mari, mordwińskich, czuwaskich i udmurckich) pojawiła się już podczas wojny domowej (tzw. „Państwo Idel-Ural”). Współcześnie ruch Wolny Idel-Ural (zarejestrowany w 2018 r. w Kijowie) proponuje konfederację sześciu republik Powołża.

## Syberia i Daleki Wschód

### Buriacja
Separatyzm buriacki może przybierać formy dążenia do niezależności Buriacji albo idei przyłączenia jej do Mongolii. Jedną z największych organizacji jest Fundacja „Wolna Buriacja”, wpisana w 2023 r. do rejestru „zagranicznych agentów”, a później uznana za „organizację niepożądaną”.
Historyk Władimir Chamutajew (autor książki „Przyłączenie Buriacji do Rosji: historia, prawo, polityka”) wyemigrował do USA po oskarżeniach o „separatyzm”. Założył ruch „Tusgaar Buriad-Mongolia” („Niepodległa Buriad-Mongolia”). W 2023 r. przywódczyni ruchu, Marina Chanchalajewa, wystąpiła w Parlamencie Europejskim w ramach tzw. Forum Wolnych Narodów Rosji.

### Tuwa
W latach 1992–1993 Front Ludowy „Chostug Tuwa” („Wolna Tuwa”), postulujący wyjście Tuwy z Rosji, doprowadził do ostrych starć z ludnością rosyjską. Według mediów z regionu wyemigrowało ponad 20 tys. Rosjan. Ostatecznie w drugiej połowie lat 90. ruch się rozpadał; nowa konstytucja Tuwy (2001) nie wspomina już o suwerenności, a zrównała status języka tuwińskiego z rosyjskim.

### Jakucja (Republika Sacha)
Separatyzm jakucki ma na celu utworzenie niepodległego państwa Sacha. Zrodził się na tle przekonania o eksploatacji bogactw naturalnych (diamentów, złota) przez centrum federalne. Fundacja „Wolna Jakucja” została wpisana w 2023 r. do rejestru „zagranicznych agentów”. Istnieje też „Ruch Niepodległości Sacha: Oporu”, który deklaruje gotowość stawienia zbrojnego oporu Rosji, jeśli władze nie uznają niepodległości regionu.
Jakucja ma duże znaczenie geopolityczne (z uwagi na złoża surowców i dostęp do Arktyki). Aleksandr Dugin w Podstawach geopolityki uznaje Jakucję za strategiczną strefę, która mogłaby oderwać się od Rosji przy sprzyjających okolicznościach.

## Separatyzm terytorialny

### Obwód leningradzki (pozaIngrią)
Poza ingermańczykami, w obwodzie leningradzkim istniały m.in. neopogańskie grupy Wiktora Bezwerchiego w latach 70. i 80., a w latach 90. krótkotrwałe ruchy „Wolna Ingria” itp. Niekiedy za „separatyzm” uznawano też działalność ingermańskiej autonomii kulturalnej. Co ciekawe, większość zwolenników hasła niepodległości Ingrii to Rosjanie, co rodzi napięcia z rdzennymi Ingrami (fińsko-ugryjskimi).

### Ural (pozostałe ruchy)
Poza ruchem obwodnickim (uralskim) istnieją niewielkie grupy otwarcie postulujące niepodległość Uralu, jednak politolodzy zwracają uwagę, że nie mają one silnego zaplecza politycznego.

### Syberia (inne aspekty)
Syberyjski separatyzm zaczął się szczególnie zaznaczać na przełomie lat 80. i 90. XX w. (w 1990 studenci Uniwersytetu Tomskiego próbowali utworzyć partię za niepodległością Syberii). Był też popularny w kręgach anarchistycznych. W 1991 r. powstała „Partia Niepodległości Syberii”, rozwiązana w 1993.

### Daleki Wschód (próby i de facto separatyzm)
Po rozpadzie ZSRR (od ok. 1992) część elit regionu dyskutowała o utworzeniu Republiki Dalekiego Wschodu i oderwaniu się od Federacji Rosyjskiej. Polityk Wiktor Iszajew (gubernator Kraju Chabarowskiego przez 17 lat) otwarcie podnosił ten pomysł. Na przełomie 2008/2009, w czasie protestów społecznych na Dalekim Wschodzie przeciw podwyżce ceł na sprowadzane samochody, pojawiły się znowu hasła oderwania się regionu.

## Irredentyzm
W Rosji mieszka wiele narodów spokrewnionych z narodami sąsiednich państw, co rodzi pomysły zjednoczenia terenów zamieszkałych przez „podzielone etnosy”. Takie idee powstają np. w Buriacji (panmongolizm), w Kazachstanie (roszczenia do Orenburga, południa obwodu omskiego, obwodu astrachańskiego), w Finlandii (Wielka Finlandia obejmująca Karelię) itp.

## Wojna rosyjsko-ukraińska a separatyzm

Granice Rosji (od 2022 r.) wg władz rosyjskich

### Nieuznawane terytoria
Po 2014 i 2022 Rosja ogłosiła wcielenie do swego terytorium m.in. Krym, Donbas i inne obszary Ukrainy, czego społeczność międzynarodowa nie uznaje. Wypowiedzi podważające „rosyjskość” tych terytoriów mogą być w Rosji traktowane jako „nawoływanie do separatyzmu”. Co najmniej 10 osób skazano do 2017 r. za takie „nawoływanie”. W 2020 r. Rosja przyjęła prawo penalizujące publiczne nawoływanie do „oddania” rosyjskich terytoriów.

### Dobrowolne bataliony etniczne a separatyzm
Wielu obserwatorów wskazuje, że tworzenie ochotniczych jednostek wojskowych według kryterium etnicznego (np. bataliony narodowościowe) może w razie słabości centrum wzmocnić tendencje separatystyczne w republikach.

#### Ochotnicze bataliony separatystów
| Nazwa                                                 | Region        | Data powstania |
| ----------------------------------------------------- | ------------- | -------------- |
| Kompania Baszkirska [de; ru]                          | Baszkortostan | 2022           |
| Batalion Dżochara Dudajewa                            | Czeczenia     | 2014           |
| Samodzielny batalion specjalnego przeznaczenia        | Czeczenia     | 2022           |
| Batalion Imama Szamila Dagestanu                      | Dagestan      | 2022           |
| Karelski Batalion Narodowy                            | Karelia       | 2023           |
| Batalion Chamzat Gelajew [uk]                         | Czeczenia     | 2022           |
| Batalion Syberyjski                                   | Syberia       | 2023           |
| Batalion Szejka Mansura                               | Czeczenia     | 2022           |
| Specjalna Grupa Operacyjna                            | Czeczenia     | 2023           |
| Batalion „Szalona Wataha” [ros.]                      | Czeczenia     | 2014           |
| Batalion Krym                                         | Krym          | 2014           |
| Korpus Muzułmański „Kaukaz” [fr; ru; Wielka Brytania] | Kaukaz        | 2022           |

## Aspekty prawne
W grudniu 2013 roku Duma Państwowa przyjęła ustawę przewidującą kary do 3 lat więzienia (lub 5 lat w przypadku mediów/Internetu) za publiczne nawoływanie do „naruszenia integralności terytorialnej Rosji”. 4 lipca 2020 wprowadzono do Konstytucji Rosji zapis o zakazie „oddawania” terytoriów. 7 czerwca 2024 Sąd Najwyższy Rosji uznał tzw. „Ruch Antyrosyjskiego Separatyzmu” za organizację ekstremistyczną.
W 2024 r. zaczęto też tworzyć przy gubernatorach w kilku regionach tzw. „sztaby ds. zapobiegania separatyzmowi, nacjonalizmowi i zamieszkom”.

### Sankcje administracyjne i karne
8 grudnia 2020 roku prezydent Władimir Putin podpisał nowelizacje Kodeksu Wykroczeń Administracyjnych i Kodeksu karnego w zakresie odpowiedzialności za separatyzm i „działania naruszające integralność terytorialną Rosji”. Dodano art. 20.3.2 KoAW o grzywnach (30–60 tys. rubli, w mediach do 70–100 tys. rubli) i art. 280.2 KK (6–10 lat więzienia za „odłączenie części FR”).